# Gozd (gmina Ajdovščina)
Gozd – wieś rozproszona w Słowenii w gminie Ajdovščina.